# Földfelszíni műsorszórás
A földfelszíni műsorszórás (vagy földfelszíni sugárzás) egy olyan technológia, aminek a segítségével viszonylag nagy távolságban megoldható a rádió- és televízió-adások vezeték nélküli terjesztése a hallgatók/nézők felé. A technológia fő gerincét képezik a nagy teljesítményű, több tíz méter magas, általában magaslati pontra (hegyre, nagyobb dombra) épített adótornyok, amik a sugározandó adásokat modulált rádióhullámok segítségével kisugározzák a tér minden irányába. A továbbítandó jelek fajtája alapján megkülönböztethetünk analóg földfelszíni műsorszórást és digitális földfelszíni műsorszórást.
Magyarországon a rádiózás alapvetően analóg földfelszíni műsorszórásra épül, bár elérhetőek DAB-rendszerű digitális rádióállomások is. A televíziózás sokáig egyedül az analóg földfelszíni sugárzást alkalmazta, de az utóbbi évtizedekben elterjedt az analóg és digitális kábeltelevíziózás, az analóg, majd digitális műholdas műsorszórás, és az internet technológiájára épülő (tehát digitális) IPTV. Követve más országok példáját, Magyarországon az elavult analóg földfelszíni sugárzást 2013-ban teljesen leváltotta a digitális földfelszíni sugárzás (amit az Antenna Hungária szolgáltat One Földfelszíni TV néven), ezt az eseményt nevezték „digitális átállásnak”.